# Melitaea aetherie
Melitaea aetherie és una espècie de lepidòpter papilionoïdeu de la família dels nimfàlids (Nymphalidae).

## Distribució
Es distribueix pel nord-oest d'Àfrica, sud de la península Ibèrica i Sicília. Més concretament, a la península Ibèrica es troba a l'Algarve, Badajoz i zones d'Andalusia, fins als 800 metres d'altitud.

## Hàbitat
Viu en àrees herboses amb flors, càlides i seques, incloent marges de cultius i zones de cultius abandonades. L'eruga s'alimenta de fulles de plantes com ara l'obriülls  (Centaurea calcitrapa), Centaurea carratracensis i l'herbacol (Cynara cardunculus), entre d'altres.

## Període de vol i hibernació
A la península Ibèrica vola en una generació entre mitjans d'abril i maig, a Àfrica també fa una generació entre maig i juliol depenent de l'altitud i a Sicíla està citada en dues generacions, la primera entre maig i juny i la segona al setembre. Hiberna com a eruga jove.

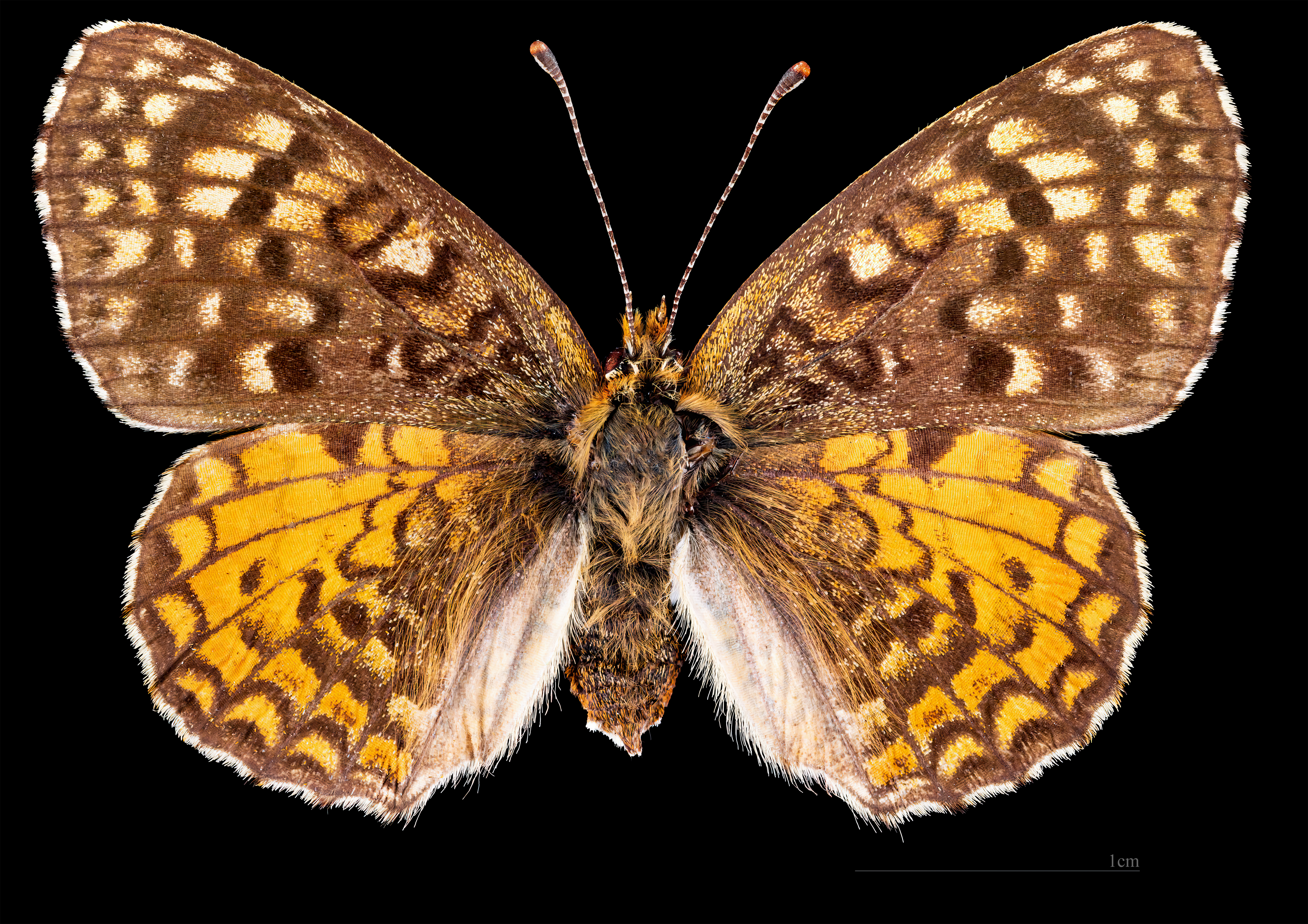
♀
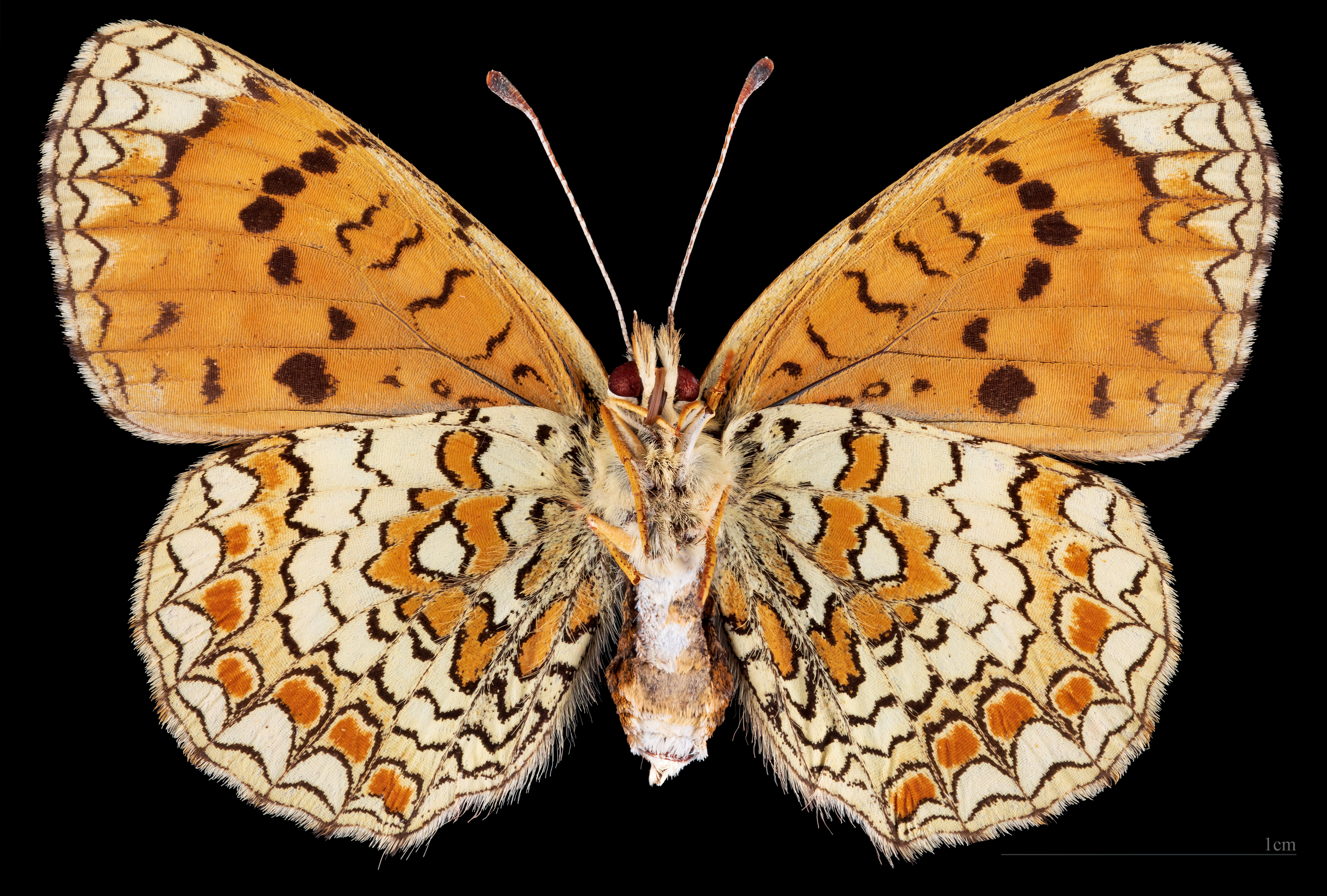
♀ △